# Autobusna linija br. 172 u Zagrebu
Linija 172 (Zagreb (Črnomerec) – Zaprešić) prigradska je autobusna linija u Zagrebu. Dnevna je i noćna linija.
Prometuje svaki dan na trasi: Črnomerec – Ilica – Aleja grada Bologne – Avenija hrvatskih branitelja (smjer B: Nova ulica → Klake → Ruševje) – Ulica Alojzija Stepinca – Trg žrtava fašizma – Ulica Pavla Lončara – Ulica Ante Starčevića – Ulica bana Jelačića – Ulica Matije Skurjenija – Trg dr. Franje Tuđmana – Zelengaj
Po danu kroz Zagreb prometuje kao brza linija, odnosno ne staje na svim stajalištima, dok po noći staje na svim stajalištima.
Cestovno povezuje Zaprešić sa Zagrebom, odnosno terminalom Črnomerec gdje je moguće presjesti na tramvaj.